# Clypeasterina
De Clypeasterina zijn een onderorde van de Clypeasteroida, een orde van zee-egels (Echinoidea) uit de infraklasse Irregularia.

## Families
- Clypeasteridae L. Agassiz, 1835
- Fossulasteridae Philip & Foster, 1971 †
- Scutellinoididae Irwin, 1995 †